# Veronica Madia
Veronica Madìa (Casalmaggiore, 16 gennaio 1995) è una rugbista a 15 italiana, tre quarti centro del Blagnac.

## Biografia
Madia entrò a sette anni nelle giovanili del Colorno in formazioni miste ma dovette interrompere a tredici perché la società non aveva una squadra femminile; riprese l'attività a 16 anni quando tale formazione fu istituita dal club del Parmigiano.
Nel 2016 fu aggregata alla Nazionale in cui esordì a Bologna (a due minuti dalla fine subentrando a Maria Grazia Cioffi) nel terzo incontro in calendario, una vitoria 22-7 contro la Scozia che diede all'Italia la qualificazione alla Coppa del Mondo di rugby femminile 2017.
Da capitana del Colorno guidò la squadra alla finale-scudetto del 2016-17, vinta 32-0 dal Valsugana; successivamente fece parte delle convocate azzurre alla Coppa del Mondo di rugby femminile 2017 in Irlanda, in cui l'Italia giunse nona.
L'anno successivo, sempre da capitana, affrontò e batté in finale lo stesso avversario, portando così per la seconda volta lo scudetto fuori dal Veneto nella storia della competizione.
Dopo due anni di inattività per via del campionato annullato nel 2020 e 2021 a causa della pandemia di COVID-19, fu convocata alla Coppa del Mondo 2021 in cui l'Italia raggiunse per la prima volta i quarti di finale; trasferitasi nel 2023 in Francia a Grenoble, fu di nuovo in Italia l'anno seguente per fine del periodo d'aspettativa sul lavoro.
Nel 2025 è giunto un nuovo trasferimento in Francia, a Blagnac, e la convocazione alla Coppa del Mondo in Inghilterra, la terza consecutiva per la giocatrice.

## Palmarès
- Campionati italiani: 1
Colorno: 2017-18